# Вулиця Амосова (Харків)
.
Вулиця Амосова — вулиця у місті Харків. Забудова, здебільшого — багатоповерхові житлові будинки другої половини XX сторіччя. Знаходиться в історичному районі міста Харків — Салтівці у Немишлянському районі. Протяжність вулиці близько 1600 метрів.
Початок вулиці розташовано на перехресті із проспектом Тракторобудівників, далі перетинається із Карпатською та Благодатною вулицями, які забудовані одноповерховими будинками, потім тягнеться до вулиць, які забудовані, переважно, багатоповерхівками — Велозаводської, Медичної та Сонячної, а закінчується на перехресті із вулицею Драгоманова.

## Історія вулиці
Спочатку ця вулиця була продовженням Петрозаводської вулиці (нині Естонська вулиця), далі в кінці 1980-х років була перейменована на вулицю Корчагінців. Межею вулиць став проспект Тракторобудівників, була змінена нумерація будинків.
У 2016 році, задля виконання Закону України «Про засудження комуністичного та націонал-соціалістичного режиму (нацистського) тоталітарних режимів в Україні та заборону пропаганди їхньої символіки» було перейменовано на честь Миколи Амосова.

## Інфраструктура
Заклади освіти: Харківська медична академія післядипломної освіти, Харківський обласний медичний коледж, Школа сучасних театрально-сценічних напрямів, Дошкільний навчальний заклад № 377, Харківська гімназія № 14, Харківська спеціалізована школа I—III ступенів № 73, Харківська загальноосвітня школа I—III ступенів № 145, Комплексна дитячо-юнацька спортивна школа № 16, Центр дитячої та юнацької творчості № 6, Обласний будинок дитини № 3.
Банки: «Мегабанк» — Відділення № 80, «Ощадбанк» — Відділення № 10020/0297.
Поштові послуги: «Нова пошта» — Відділення № 62, «Нова пошта» — Поштомат № 5348, «Укрпошта» — Відділення № 171, «Meest» — Відділення № 5962, № 9024 та № 33538.
Бібліотеки: Філія № 18 для дітей (буд. 7а) та Філія № 42 для дітей (буд. 13).